# Luca Van Boven
Luca Van Boven, né le 6 janvier 2000 à Zottegem, est un coureur cycliste belge. Il est membre de l'équipe Intermarché-Wanty.

## Biographie
Luca Van Boven naît à Zottegem en Région flamande,. Dès son plus jeune âge, il souhaite pratiquer le vélo. Ses parents refusent cependant de l'inscrire dans un club jusqu'à ses quatorze ans, âge à partir duquel il délaisse le basketball pour se tourner vers le cyclisme.
En 2016, il évolue dans la structure Baguet-MIBA Poorten-Indulek-Derito. Il poursuit sa progression au Tieltse Rennersclub puis dans l'équipe Meubelen Gaverzicht-Glascentra chez les juniors (moins de 19 ans). Durant cette période, il se classe notamment dixième de la Ronde des vallées en 2018. Il rejoint ensuite le club flamand GM Recycling en 2019, pour ses débuts espoirs (moins de 19 ans). 
En 2020, il se classe troisième de l'Arden Challenge et douzième du Tour du Frioul-Vénétie julienne. Il intègre ensuite la réserve de l'équipe World Tour Lotto-Soudal en 2021, tout en poursuivant des études du marketing. Se décrivant lui-même comme un puncheur, il remporte le Grand Prix des Marbriers, course du calendrier national français. Il termine également septième du Circuit des Ardennes, huitième de Liège-Bastogne-Liège espoirs, neuvième du Tour of South Bohemia et dixième du Tour de Savoie Mont-Blanc. 
Lors de la saison 2022, il s'impose sur le Trofeo Città di Meldola ainsi qu'au Circuit Het Nieuwsblad espoirs. Il finit par ailleurs deuxième du Trofeo Alcide Degasperi. Ses bons résultats lui permettent de passer professionnel en 2023 au sein de la formation Bingoal Pauwels Sauces WB.

## Palmarès et résultats

### Palmarès par année
- 2018
  - Trophée des Flandres
- 2020
  - 3e de l'Arden Challenge
- 2021
  - Grand Prix des Marbriers
- 2022
  - Trofeo Città di Meldola
  - Circuit Het Nieuwsblad espoirs
  - 2e du Trofeo Alcide Degasperi

### Classements mondiaux
| Année                                 | 2021  | 2022 | 2023 | 2024 |
| ------------------------------------- | ----- | ---- | ---- | ---- |
| Classement mondial                    | 1783e | 781e | 911e | 342e |
| UCI Europe Tour                       | 1226e | 590e | nc   | nc   |
|                                       |       |      |      |      |
| Légende : nc = non classéSource : UCI |       |      |      |      |